# Calumma malthe
Calumma malthe is een hagedis uit de familie kameleons (Chamaeleonidae).

## Naam en indeling
De wetenschappelijke naam van de soort werd voor het eerst voorgesteld door Albert Günther in 1879. Oorspronkelijk werd de wetenschappelijke naam Chamaeleon malthe gebruikt. Er is nog geen Nederlandstalige naam voor deze soort.

## Uiterlijke kenmerken
De kameleon bereikt een lichaamslengte tot ongeveer dertig centimeter. Het is een stevig gebouwde soort met een grote kop en grote oorflappen, een dikke ronde grijpstaart en een stekelkam over de gehele rug en staart. De oorflappen smelten samen aan de nek en de uiteinden zijn naar achteren gericht. Aan de snuitpunt is bij de mannetjes een afgeplatte, neus-achtige vergroeiing aanwezig, die echter niet zo sterk is ontwikkeld als bij Calumma nasutum en verwante soorten. De kleur is zeer variabel: bruin of groen tot geelachtig, delen van de kop kunnen blauw kleuren.

## Verspreiding en habitat
De hagedis komt endemisch voor in het noordoosten van Madagaskar. De habitat bestaat uit vochtige tropische en subtropische bergbossen. De soort is aangetroffen op een hoogte van ongeveer 1200 tot 1600 meter boven zeeniveau.
Calumma malthe is een typische boombewonende soort, veel kameleons worden vrij dicht bij de bodem aangetroffen maar deze soort leeft op een hoogte van minstens vijf meter boven de bosbodem. De dagtemperatuur is hier ongeveer 26 graden, 's nachts rond de 20 graden.

## Beschermingsstatus
Door de internationale natuurbeschermingsorganisatie IUCN is de beschermingsstatus 'veilig' toegewezen (Least Concern of LC).